# اغبالو
اغبالو (به عربی: أغبالو) یک شهرداری در الجزایر است که در استان بویره واقع شده‌است.

## خصوصیات
اغبالو ۱۹٬۵۳۰ نفر جمعیت دارد.